# Leoncio Prado (tỉnh)
Tỉnh Leoncio Prado (tiếng Tây Ban Nha: Provincia de Leoncio Prado) là một tỉnh thuộc vùng Huánuco của Peru. Tỉnh Leoncio Prado có diện tích 4953 kilômét vuông, dân số thời điểm theo điều tra dân số ngày 11 tháng 7 năm 1993 là 97931 người. Tỉnh lỵ đóng ở Tingo María.